# Alimentador Puente Piedra (Metropolitano)
El servicio AN-12 o alimentador Puente Piedra del Metropolitano conecta el terminal Naranjal con el distrito de Puente Piedra.

## Características
Su flota está compuesta por autobuses amarillos de 12 metros.

### Horarios
| Servicio Alimentador | Lunes a Sabado | Lunes a Sabado | Domingo       | Domingo       |
| Servicio Alimentador | De ida         | De vuelta      | De ida        | De vuelta     |
| -------------------- | -------------- | -------------- | ------------- | ------------- |
| Regular              | 06:00 - 00:00  | 05:00 - 23:30  | 05:45 - 23:00 | 05:00 - 22:30 |

### Tarifas
| Usuarios    | Regular | Expreso |
| ----------- | ------- | ------- |
| General     | S/ 1.50 | -       |
| Estudiantes | S/ 0.75 | -       |
| CONADIS     | Gratis  | Gratis  |

## Recorrido
| Ida Puente Piedra | Terminal Naranjal (embarque 8) — Avenida Túpac Amaru — Avenida Naranjal — Panamericana Norte (esq. Calle San Miguel)   |
| Vuelta Naranjal   | Panamericana Norte (esq. Avenida Sáenz Peña) — Avenida Naranjal — Avenida Túpac Amaru — Terminal Naranjal (embarque 8) |

## Paraderos
Algunos paraderos están momentáneamente inhabilitados.
| N° | Paradero                       | Común con |
| -- | ------------------------------ | --------- |
| 1  | Terminal Naranjal (embarque 8) |           |
| 2  | Yanbal                         | AN-03     |
| 3  | Prolima                        |           |
| 4  | Acobamba                       |           |
| 5  | Shangri-La                     |           |
| 6  | Tres Ruedas                    |           |
| 7  | Establo                        |           |
| 8  | Famesa                         |           |
| 9  | Rosa Luz                       |           |
| 10 | Cementerio                     |           |
| 11 | Tottus                         |           |

| N° | Paradero                       | Común con |
| -- | ------------------------------ | --------- |
| 1  | Tottus                         |           |
| 2  | Cementerio                     |           |
| 3  | Rosa Luz                       |           |
| 4  | Famesa                         |           |
| 5  | Establo                        |           |
| 6  | Tres Ruedas                    |           |
| 7  | Shangri-La                     |           |
| 8  | Acobamba                       |           |
| 9  | Prolima                        |           |
| 10 | Primera de Pro                 |           |
| 11 | Yanbal                         | AN-03     |
| 12 | Terminal Naranjal (embarque 8) |           |